# Ро (слово)
Ро (велико Р, мало ρ, грч. ρω) 17. је слово модерног грчког алфабета. У грчком нумеричком систему има вредност 100. Настало је од феничанске графеме реш, а од њега су даље настале латинична и ћирилична верзија слова Р.
У српски језик се преноси као глас р (ραδιόφωνο [радиофоно] - радио).